# Phagmodru-dynastie
De Phagmodru-dynastie, vaak Phagmodrupa genoemd, was een dynastie in Tibet die gesticht werd door Tai Situ Changchub Gyaltsen aan het eind van de Mongoolse Yuan-dynastie.
Gyaltsen was lid van de Lang-familie. Hij was afkomstig uit de phagdru kagyütraditie dat gesticht was door Phagmo Drupa Dorje Gyalpo.

## Regering
1. Tai Situ Changchub Gyaltsen (1302 - 1364)
2. Desi Jamyang Shakya Gyaltsen (1340 - 1373)
3. Gongma Shakya Rinchen (1373)
4. Desi Dragpa Changchub (1356 - 1386)
5. Desi Sonam Dragpa (1359 - 1408)
6. Gongma Dragpa Gyaltsen (1374 - 1432)
7. Gongma Dragpa Jungne (1414 - 1446)
Afbrokkeling
Parallel: opkomst van de Rinpung-dynastie en de Tsang-dynastie
8. vermeend: Sanggye Gyaltsen
8. Gongma Künga Legpa (1433 - 1483)
9. Gongma Ngagi Wangpo (1439 - 1491)
10. Desi Tsogye Dorje (1491-1499; regent)
11. Gongma Ngawang Tashi Dragpa (1488 - 1564)
12. Gongma Ngawang Dragpa Gyaltsen (? - ca. 1579)
13. Nampar Gyalwa (? - ca. 1600)
14. Mipam Sönam Wangchug Dragpa Namgyal Pälsang (ca. 1600 - 17e eeuw)